# Château de la Petite Roseraie
Le château de la Petite Roseraie est situé dans la commune de Châtenay-Malabry, dans le département des Hauts-de-Seine.

## Historique
Le château est construit au XVIIe siècle. Le paysagiste Louis-Sulpice Varé dessine le parc en 1855 et construit l'orangerie et une petite maison pour enfant (transformée en chapelle en 1909)
Il a appartenu au maréchal de Ségur, aux Arouet, au prince Francesco Borghèse, ainsi qu'au comte de Boigne, dont l'épouse y tint des salons fréquentés par des opposants à la politique de Napoléon, dont Germaine de Staël, Benjamin Constant, Madame Récamier et son amant Châteaubriand, dont la propriété, dans la Vallée aux Loups, n'est guère éloignée.
Voltaire a toujours prétendu ne pas être né à Paris, comme indiqué sur son acte de naissance, mais à Châtenay-Malabry, dans la propriété de son père, le château de la Petite Roseraie. Ce fait semble confirmé par la comtesse de Boigne, qui écrit dans ses mémoires :
"Je transportais mes pénates dans un petit manoir situé dans le village de Châtenay, près de Sceaux. La naissance de Voltaire dans cette maison lui donne prétention à quelque célébrité.".
En 1829, il devient la propriété d'Alexandre Roland-Gosselin, agent de change à Paris. Il fit agrandir le domaine en faisant l'acquisition de l'ensemble des terres avoisinantes et aménager le parc par l’architecte Varé. En 1853, il réunit la maison des Arouet (qu'il fait démolir) et les communs. Après sa mort en 1866, sa petite-fille, Marie-Alexandrine Roland-Gosselin fait bâtir en 1873-1875 un orphelinat réservé aux jeunes filles nécessiteuses.
Le domaine est acquis en 1941 par l'État qui y installe l'École normale supérieure d’éducation physique de jeunes filles (devenue le Centre d'éducation populaire, puis le CREPS).
Le monument fait l’objet d’une inscription au titre des monuments historiques depuis le 5 juin 1946. Éléments protégés  : Façades et toitures du château ; deux salles lambrissées du rez-de-chaussée et ancienne salle à manger ; grille d'entrée sur la place Voltaire ; parc : inscription par arrêté du 5 juin 1946

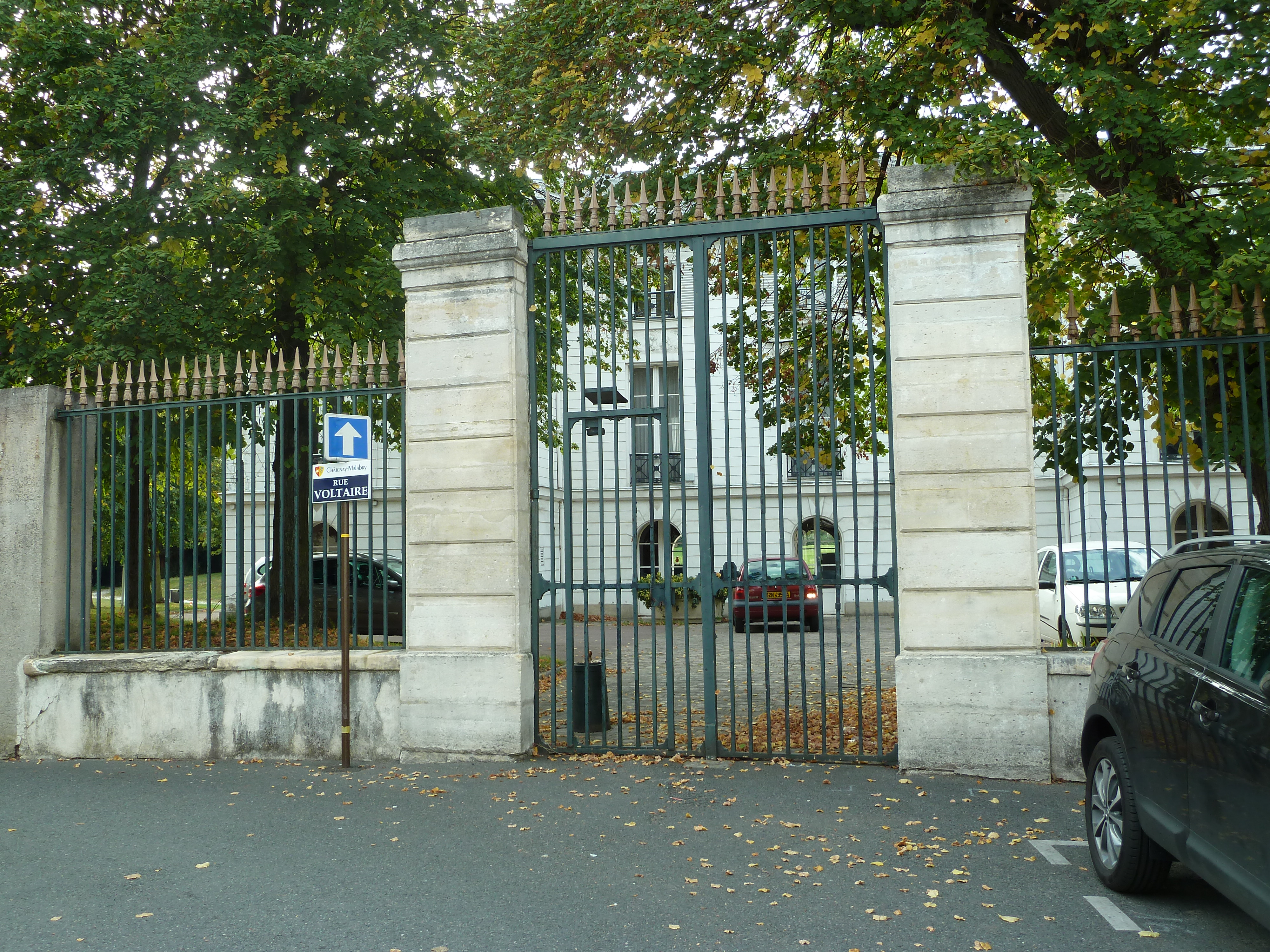
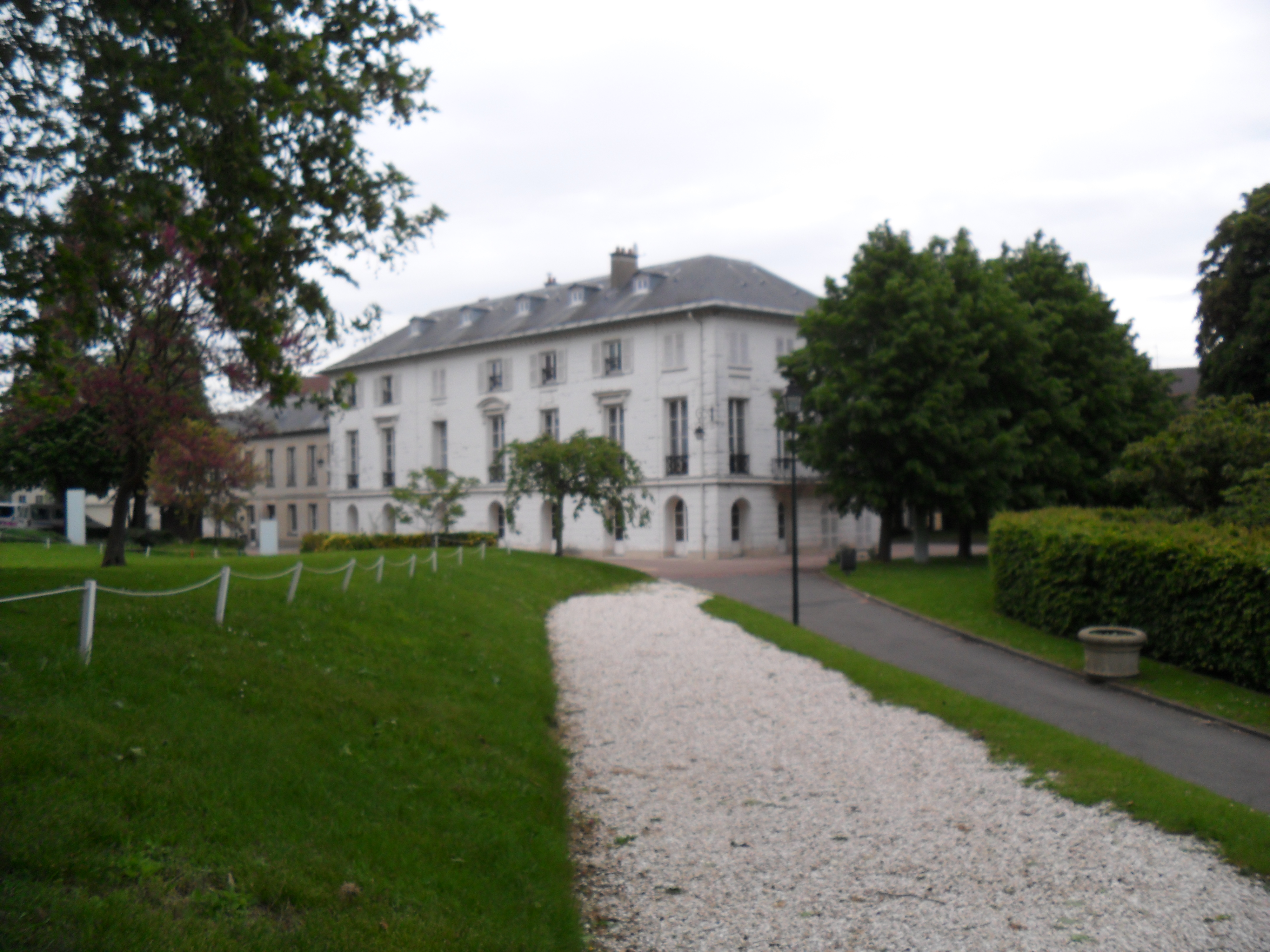
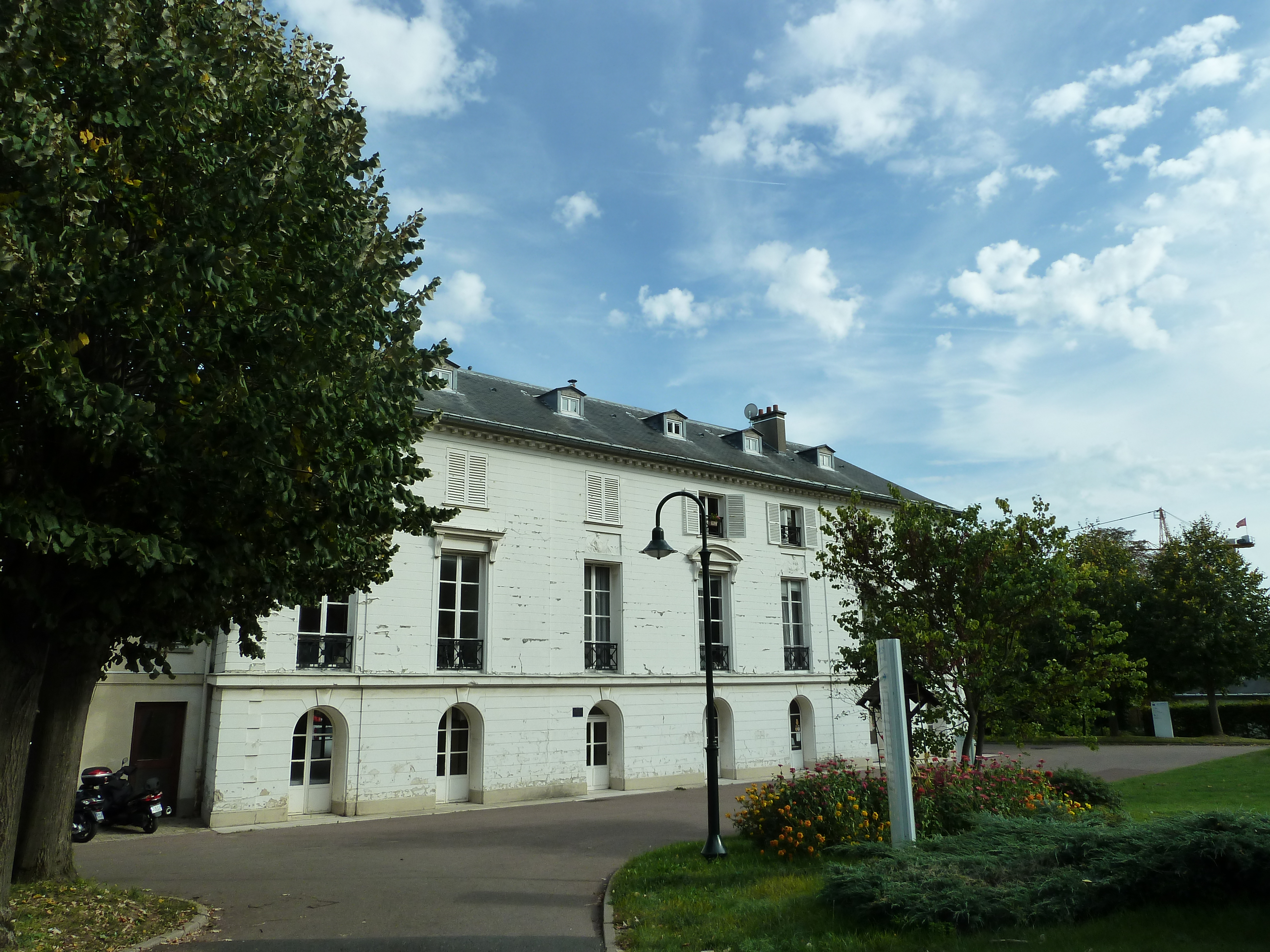